# Женщины в Чаде

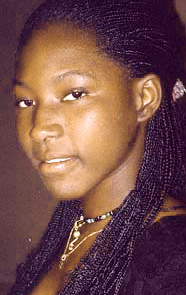
Девушка Сара из Чада

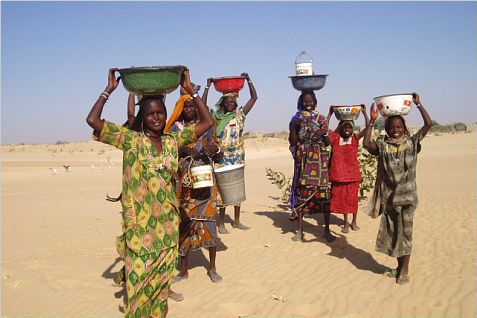
Женщины из Мао

Женщины в Чаде, стране, не имеющей выхода к морю, в Центральной Африке, составляют основу её преимущественно аграрной экономики, и их численность превышает численность мужчин.
Женщины сталкиваются с широко распространённой дискриминацией и насилием. Калечащие операции на женских половых органах, хотя и незаконны, по-прежнему широко практикуются. Внесудебные казни, избиения, пытки, изнасилования и другие нарушения совершались силами безопасности практически безнаказанно. Amnesty International сообщила, что «повсеместная небезопасная обстановка в восточной части Чада имела особенно серьёзные последствия для женщин, которые пострадали от серьёзных нарушений прав человека, включая изнасилования, во время нападений на деревни» со стороны ополченцев «Джанджавид» из Судана.

## Образование
Несмотря на усилия правительства, общий уровень образования оставался низким в конце первого десятилетия независимости. В 1971 году около 99 процентов женщин старше пятнадцати лет не умели читать, писать и говорить на французском языке, который в то время был единственным официальным национальным языком; грамотность по арабскому языку составила 7,8 процента. В 1982 году общий уровень грамотности составлял около 15 процентов.
Серьёзные проблемы препятствовали развитию образования в Чаде с момента обретения независимости. Финансирование образования было очень ограниченным. Ограниченные возможности и персонал также затрудняют адекватное обучение в системе образования. Перенаселённость — серьёзная проблема; в некоторых классах обучается до 100 учеников, многие из которых повторяют курс. В годы, сразу после обретения независимости, многие учителя начальных школ имели лишь незначительную квалификацию. На уровне средней школы ситуация была ещё хуже.
В 2004 году школу посещали 39,6% детей в возрасте от 5 до 14 лет. Возможности получения образования для девочек ограничены, в основном из-за культурных традиций. В среднюю школу поступает меньше девочек, чем мальчиков, в основном из-за раннего замужества. В 1999 году 54,0 процента детей, поступивших в начальную школу, дошли до 5-го класса.

## Права женщин

### Торговля людьми
Чад является страной происхождения и назначения для детей, ставших жертвами торговли людьми, в частности принудительного труда и принудительной проституции. Проблема торговли людьми в стране носит преимущественно внутренний характер и часто связана с тем, что родители поручают детей родственникам или посредникам в обмен на обещания образования, ученичества, товаров или денег; продажа или обмен детей на принудительную домашнюю работу или пастбище используется как средство выживания семьями, стремящимися сократить количество ртов, которые нужно кормить.
Несовершеннолетние чадские девушки в поисках работы едут в более крупные города, где некоторые впоследствии вынуждены заниматься проституцией. Некоторых девочек принуждают выходить замуж против их воли, но мужья заставляют их принудительно работать по дому или в сельском хозяйстве. В прошлые отчётные периоды торговцы вывозили детей из Камеруна и Центральноафриканской Республики в нефтедобывающие регионы Чада для коммерческой сексуальной эксплуатации; неизвестно, сохранялась ли такая практика в 2009 году.

### Увечье женских половых органов
60 процентов чадских женщин подвергались калечащим операциям на женских половых органах в 1995 году. Процедура является традиционным обрядом посвящения, когда девочка переходит во взрослую жизнь, и её следует соблюдать независимо от религиозной ориентации. Это одинаково распространено среди мусульман, христиан и анимистов. Те, кто достигают зрелого возраста, не будучи искалеченными, обычно избегают этого на всю жизнь. Более 80 процентов девочек в Чаде, пострадавших от калечащих операций на половых органах, были обрезаны в возрасте от 5 до 14 лет.

### Доклад о гендерном разрыве
В 2012 году Всемирный экономический форум назвал Чад одним из худших регионов в своём Докладе о глобальном гендерном разрыве.

### Многожёнство
Полигамия является законной в Чаде, и, по оценкам, более трети женщин живут в полигамных браках.

## Международные договоры
Чад подписал и ратифицировал Конвенцию о ликвидации всех форм дискриминации в отношении женщин, Конвенцию против пыток и других жестоких, бесчеловечных или унижающих достоинство видов обращения и наказания, Конвенцию о правах ребёнка и Факультативный протокол, касающийся торговли детьми, детской проституции и детской порнографии.